# استان کالتانیستا

استان کالتانیستا (به ایتالیایی: Provincia di Caltanissetta) از استان‌های کشور ایتالیا است. استان کالتانیزتا در جنوب این کشور قرار دارد. مرکز این استان شهر کالتانیستا و زیرمجموعه ناحیه سیسیل می‌باشد. مساحت این استان ۲٬۱۲۸ کیلومتر مربع و جمعیت آن ۲۷۵٬۲۲۱  نفر است.